# Blake Brettschneider
Blake Brettschneider (Lilburn, Georgia, Estados Unidos, 11 de abril de 1989) es un futbolista estadounidense. Juega de posición de delantero y actualmente está sin club. 

## Trayectoria
Inició su carrera juvenil en la Universidad de Carolina del Sur. En 2010, ha obtenido con el equipo 7 goles y 6 asistencias. Durante su carrera en la Universidad de Carolina del Sur que jugó en la USL Premier Development League jugando por el Atlanta Silverbacks Sub-23.
En 2011 inició su carrera profesional con el D.C. United. Su primer debut en un partido contra el Colorado Rapids en el 3 de abril de 2011.

## Selección nacional
Ha sido internacional con la Selección de fútbol de Estados Unidos Sub-20.

## Clubes
| Club                       | País           | Año       |
| -------------------------- | -------------- | --------- |
| Atlanta Silverbacks Sub-23 | Estados Unidos | 2008      |
| Atlanta Blackhawks         | Estados Unidos | 2009-2010 |
| D.C. United                | Estados Unidos | 2011      |
| New England Revolution     | Estados Unidos | 2012      |